# Mittleres Schlösschen in Bobingen

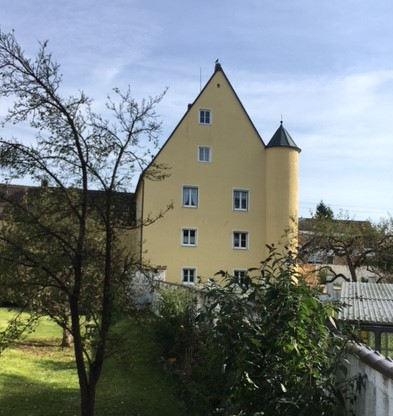
Das Mittleres Schlösschen in Bobingen (2021)

Das Mittlere Schlösschen ist ein kleines  Schloss in Bobingen im Landkreis Augsburg im Regierungsbezirk Schwaben in Bayern. Es ist neben dem Cosimosinischen Schlösschen, dem Oberen Schlösschen sowie dem Unteren Schlösschen eines von vier noch erhaltenen Landschlössern in und um Bobingen. Es gilt als das Älteste unter den genannten Schlössern und ist in der Baudenkmalliste eingetragen. Das Schloss befindet sich in Privatbesitz und ist nicht öffentlich zugänglich.

## Geschichte
Wann genau das Schloss erbaut wurde, ist nicht gesichert. Der Kern des Gebäudes soll allerdings um 1500 entstanden sein. Anschließend wurde es mehrfach verändert und sein Inneres modern überformt. Ursprünglich diente es als Sommerresidenz der Augsburger Fürstbischöfe.
Die Ostgiebelfigur des heiligen Josef mit dem Jesuskind schuf der aus Landsberg am Lech stammende Bildhauer Lorenz Luidl um 1700.

## Baubeschreibung
Es handelt sich um einen giebelständigen Bau mit Steilsatteldach. Markant ist der angebaute Rundturm auf der Gartenseite und der polygonale Eckerker auf der Straßenseite. Ein parkähnlicher Garten mit Weiher, der nicht der Öffentlichkeit zugänglich ist, sowie eine guterhaltene Schlossmauer umgeben das Anwesen.

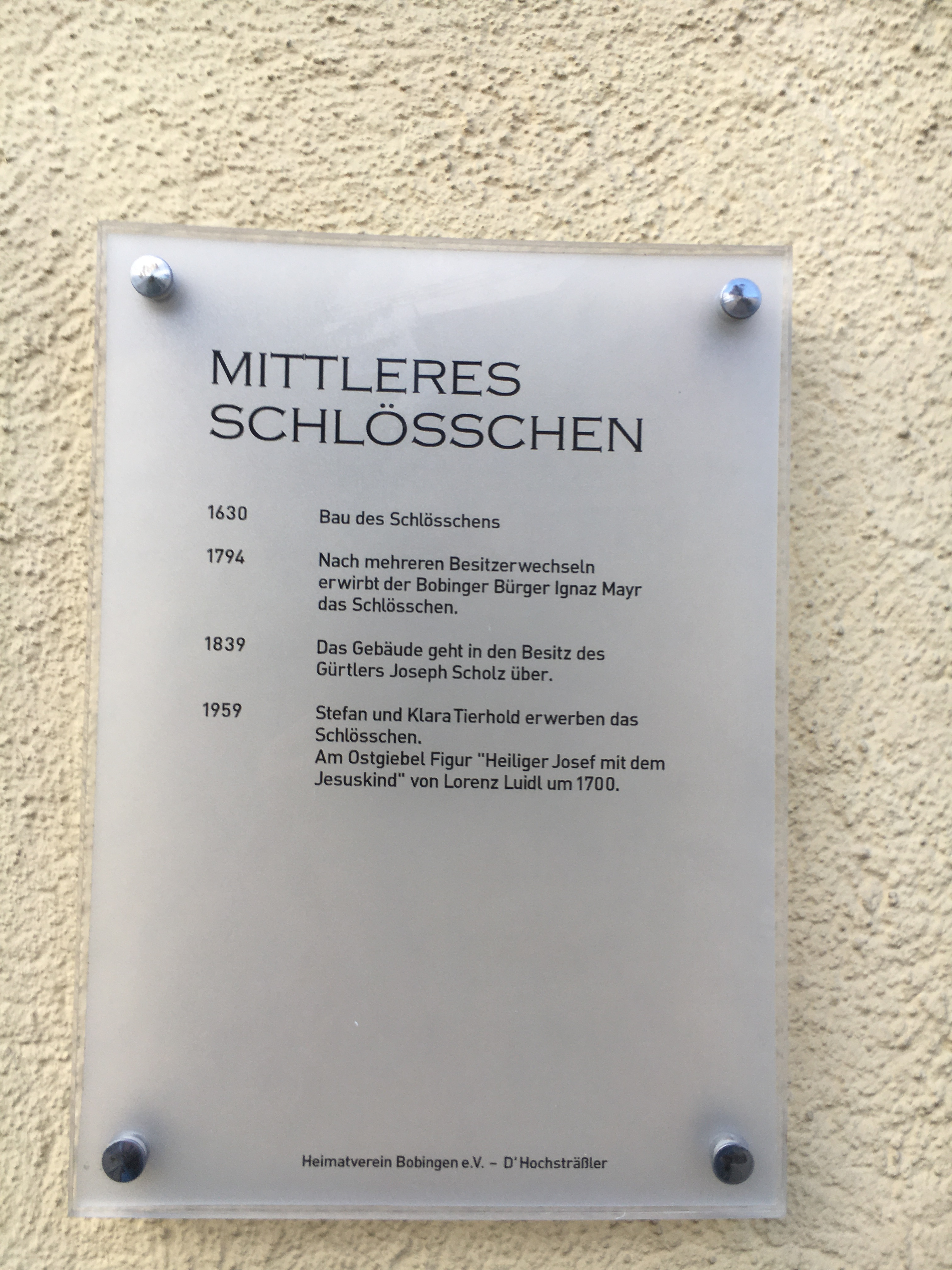
Hinweistafel
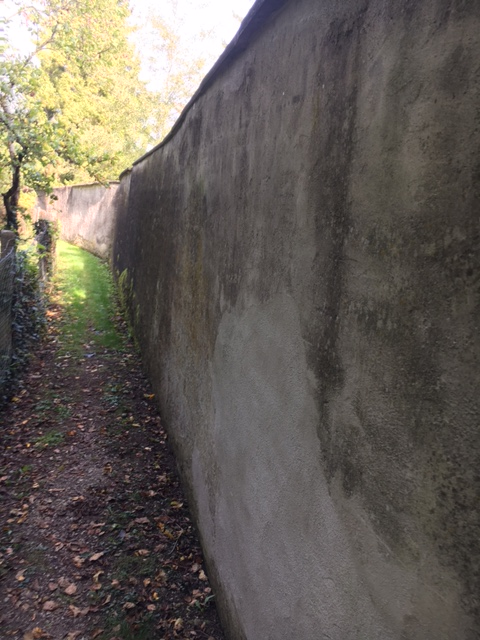
Schlossmauer
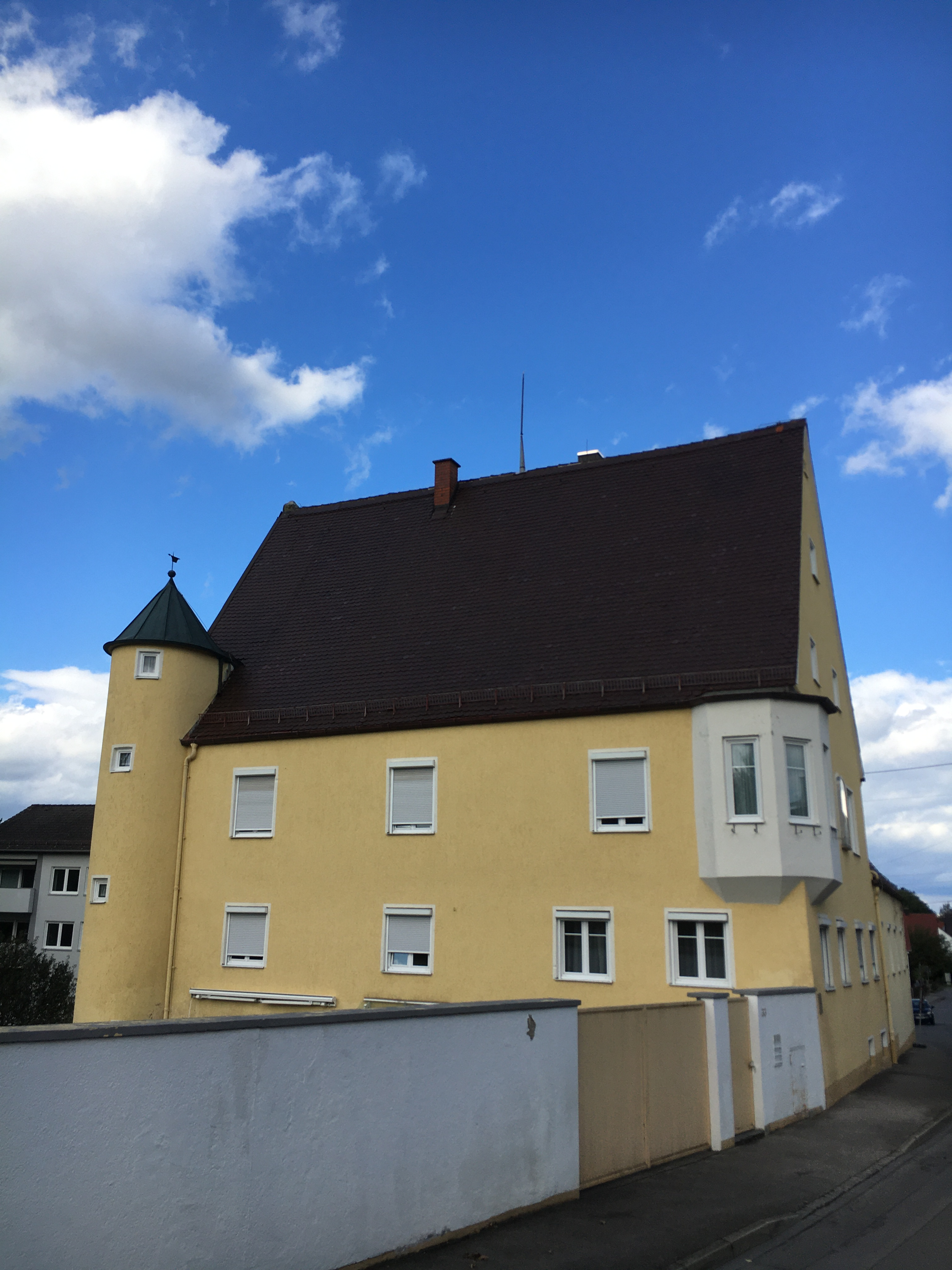
Südseite des Schlosses
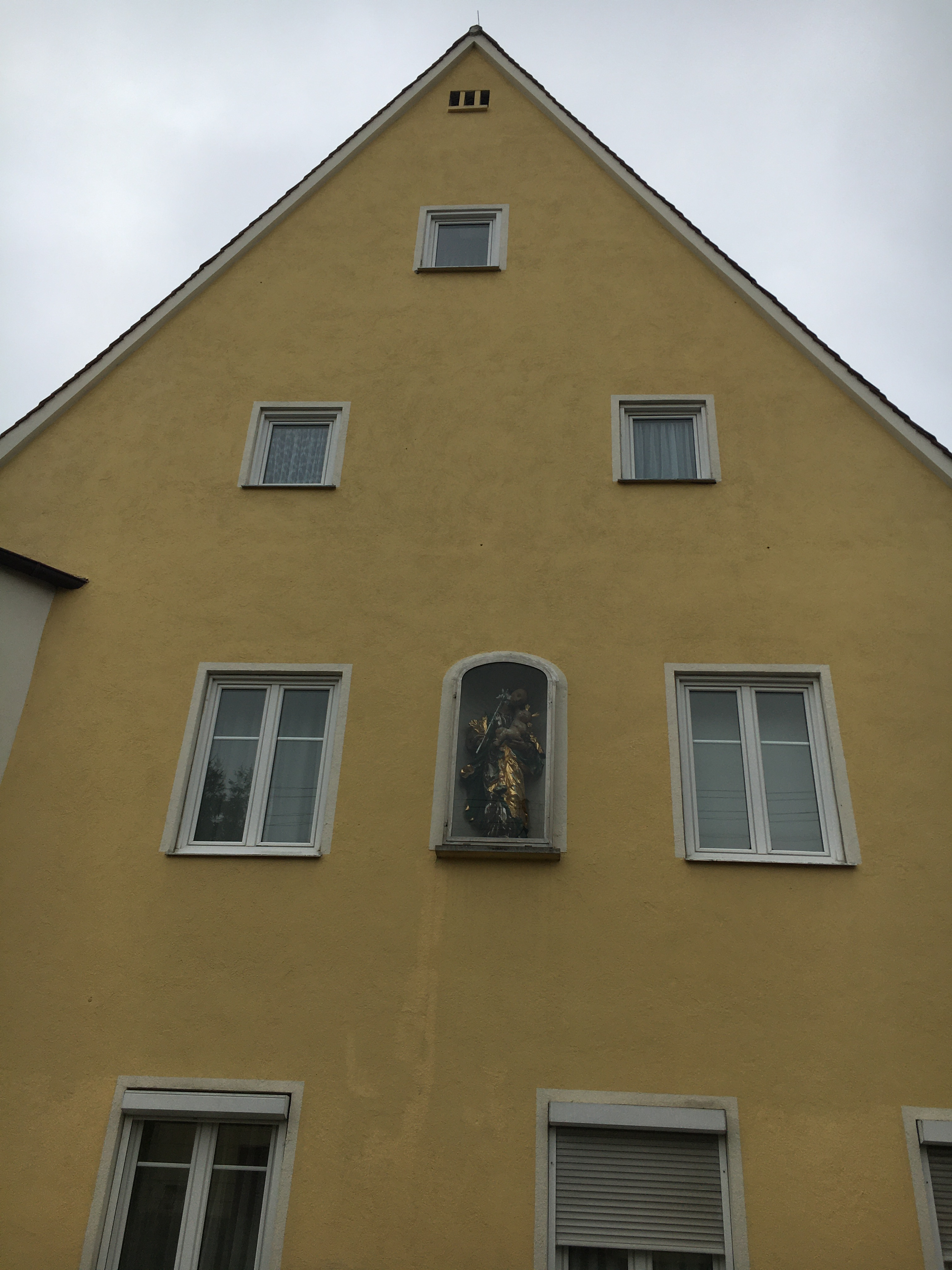
Ostseite mit Hl. Josef und dem Jesukind von Lorenz Luidl